# Vincenzo Traspedini
Vincenzo Traspedini (Montodine, 27 dicembre 1939 – Verona, 14 aprile 2003) è stato un calciatore italiano, di ruolo attaccante.
Morì a 63 anni di tumore.

## Carriera

### Giocatore

Traspedini alla Juventus nella stagione 1965-1966

Cresciuto nella Pergolettese, club con il quale esordisce a sedici anni in prima squadra. Nel 1957 passa al Fanfulla di Lodi. Con i lombardi arriva a giocare in Serie C.
In seguito ingaggiato dal Torino, debuttò in Serie A nella stagione 1960-1961.
La stagione seguente scese in Serie B, prima al Monza ed in seguito al Varese.
Nel 1965 passa all'altra squadra di Torino, la Juventus, con cui vinse la Coppa Italia e segnò una doppietta al Santiago Bernabéu contro il Real Madrid.
A livello di squadra nazionale, Traspedini era stato inserito nella rosa dei 22 giocatori che, nel settembre 1964, si stavano preparando per la partecipazione ai Giochi Olimpici di Tokyo, poi non effettuata per l'imputazione di professionismo rivolta ad alcuni componenti da parte del C.I.O. (Comitato Olimpico Internazionale), benché essi fossero formalmente in regola con le norme della F.I.F.A. 
Sul finire della carriera fu acquistato dal Genoa, con cui ottenne una promozione in Serie A. Nel 1973 lasciò l'attività agonistica, trovando un lavoro in banca.

### Dirigente
Alla fine degli anni ottanta ritornò nell'ambiente del calcio come accompagnatore del Verona e quindi nel 1991 andò al Chievo per tre anni in qualità di direttore sportivo.

## Palmarès

### Club
- Coppa Italia: 1

Juventus: 1964-1965
- Campionato italiano di Serie B: 2

Varese: 1963-1964
Genoa: 1972-1973